# 兰溪药皇庙
兰溪药皇庙又名神农殿、瀫西药业公所，位于中华人民共和国浙江省金华市兰溪市云山街道城区天福山北麓、牛角尖雀门巷23号，为祭祀神农并兼作行业会馆的庙宇。

## 历史
兰溪历史上曾是重要的中药材集散地，该建筑始建于清乾隆九年（1744年），同治时重修，民国初年曾作为兰溪中医专门学校。文化大革命期间，门楼砖雕曾被毁。

## 建筑
兰溪药皇庙建筑坐南朝北，分为三进，各进均为五间，外为牌楼式大门。今已重修后作为景点对外开放，同时恢复了药皇祭祀仪式。

## 保护
1996年10月3日，兰溪药皇庙公布为第四批兰溪市文物保护单位。
2017年1月19日，兰溪药皇庙公布为第七批浙江省文物保护单位，属于古建筑类，编号7-138。
- 大门
- 大殿